# Jens Bucksch
Jens Bucksch (geboren 1974) ist ein deutscher Gesundheitswissenschaftler. Er lehrt als Professor für Prävention und Gesundheitsförderung an der Fakultät für Natur- und Gesellschaftswissenschaften an der Pädagogischen Hochschule Heidelberg.

## Werdegang
Jens Bucksch studierte zunächst von 1995 bis 1996 Chemie an der Friedrich-Alexander-Universität Erlangen-Nürnberg, ehe er 1996 ein Studium der Sportwissenschaft an der Deutschen Sporthochschule in Köln aufnahm, welches er dort im Jahr 2001 mit einem Diplom abgeschlossen hat. Noch in demselben Jahr fing Bucksch das postgraduale Studium „Öffentliche Gesundheit/Gesundheitswissenschaften“ an der Universität Bremen an und beendete dieses in dem Jahr 2003 mit der Magister-Prüfung zum Master of Public Health am Fachbereich 11. Während der Jahre 1999 bis 2003 war er als wissenschaftliche und studentische Hilfskraft sowohl am Fachbereich 11 an der Universität Bremen und dem Zentrum für Sozialpolitik als auch an der Deutschen Sporthochschule Köln tätig. Als Doktorand erhielt er in den Jahren 2004 bis 2006 ein Einzelstipendium von der Bereichsforschungskommission Sozial- und Geisteswissenschaften der Universität Bremen. Zu dem Thema „Das transtheoretische Modell der Verhaltensänderung im Kontext körperlicher Aktivität bei Jugendlichen“ promovierte Bucksch 2007 schließlich am Institut für Public Health und Pflegeforschung. Zusätzlich war er in den Jahren 2006 bis 2008 als wissenschaftlicher Mitarbeiter sowohl am Institut für Public Health und Pflegeforschung als auch am Institut für Präventionsforschung und Sozialmedizin in der Abteilung Epidemiologische Methoden und Ursachenforschung in Bremen tätig. Ab 2008 war er für zwei Jahre als wissenschaftlicher Mitarbeiter am Institut für Sport- und Bewegungswissenschaft an der Universität Stuttgart aktiv und hatte zudem einen Lehrstuhl für Sport- und Gesundheitswissenschaften. Innerhalb der Jahre 2010 bis 2017 war er als wissenschaftlicher Mitarbeiter an der Universität in Bielefeld an der Fakultät für Gesundheitswissenschaften für die Arbeitsgruppe Prävention und Gesundheitsförderung tätig. Seine Arbeitsschwerpunkte sind dabei Jugendgesundheitsforschung und die Verhaltensepidemiologie der körperlichen Aktivität und des sitzenden Verhaltens gewesen. Innerhalb dieser Jahre war er zwischen 2011 und 2014 ebenfalls noch als Geschäftsführer der World Health Organization Collaborating Centre for Child and Adolescent Health Promotion tätig. Er habilitierte in dem Jahr 2015 in dem Fachbereich der Gesundheitswissenschaften an der Universität in Bielefeld. Bevor Bucksch 2017 seine Stelle als Professor für Prävention und Gesundheitsförderung an der Pädagogischen Hochschule in Heidelberg annahm, arbeitete er vorher als wissenschaftlicher Mitarbeiter an der Universität in Bielefeld in der Arbeitsgruppe Prävention und Gesundheitsförderung. Des Weiteren leitet er mittlerweile die Abteilung und das Heidelberger Zentrum für Prävention und Gesundheitsförderung an der Pädagogischen Hochschule in Heidelberg und ist Studiengangsleiter des Masters „Kommunale Gesundheitsförderung“. Er ist außerdem ein Mitglied der „Health Behaviour in School-aged Children“ (HBSC) Studiengruppe und ist Teil des wissenschaftlichen Beirats der Stiftung für gesundheitliche Prävention Baden-Württemberg.

## Forschungsschwerpunkt
Die Forschungsschwerpunkte von Bucksch beziehen sich auf die bewegungsbezogene Gesundheitsförderung und die sozialökologischen und verhältnisorientierten Ansätze der Gesundheitsförderung. So ist er zusammen mit Sven Schneider der Herausgeber des Buches „Walkability: Das Handbuch zur Bewegungsförderung in der Kommune“, in dem es darum geht, dass nachhaltige Bewegungsförderung nur durch einen transdisziplinären und intersektoral abgestimmten Ansatz erreicht werden kann, der bewegungsfreundliche Lebensbedingungen schafft. Zudem beteiligt sich Bucksch mit dem Standort der Pädagogischen Hochschule in Heidelberg an der internationalen Kinder- und Jugendgesundheitsstudie „Health Behaviour in School-aged Children“ (HBSC), an der 51 Länder beteiligt sind und in der Zusammenarbeit mit der Weltgesundheitsorganisation (WHO) entwickelt wurde. Das internationale kooperative Forschungsvorhaben besteht seit 1982 und hat seinen Fokus auf das Gesundheitsverhalten und die sozialen Kontexte von Schülerinnen und Schülern in dem Alter von etwa 11 bis 15 Jahren.

## Publikationen
Jens Bucksch ist ein bedeutender Gesundheitswissenschaftler. Er hat im Laufe seiner wissenschaftlichen Karriere seit den frühen 2000er Jahren zahlreiche Artikel, wissenschaftliche Arbeiten und Fachliteratur zu gesundheitswissenschaftlichen Themen verfasst. Sein Themenschwerpunkt bezieht sich vor allem auf Aspekte der bewegungsfördernden Gesundheit. So handeln beispielsweise einige seiner Publikationen über die Bewegungsförderung innerhalb der Hochschullehre.

### Bücher
- mit Robert Rupp und Chiara Dold: Physically active university teaching: Introduction to the Heidelberg Model of Physically Active Teaching. Springer Nature, Wiesbaden, 2022, ISBN 978-3-658-38679-5.
- mit Robert Rupp und Chiara Dold: Bewegte Hochschullehre. Einführung in das Heidelberger Modell der bewegten Lehre. Springer Nature, Wiesbaden, 2020, ISBN 978-3-658-30571-0.
- Die gesundheitswissenschaftliche Bedeutung körperlicher Aktivität und sitzenden Verhaltens – eine verhaltensepidemiologische Forschungsagenda für Deutschland. Unveröffentlichte Habilitationsschrift, Universität Bielefeld, 2015.[10]
- Das transtheoretische Modell der Verhaltensänderung im Kontext körperlicher Aktivität bei Jugendlichen. Dissertation, Universität Bremen, 2007.[10]

### Herausgeberwerke
- mit Ludwig Bilz, Gorden Sudeck, Andreas Klocke, Petra Kolip, Wolfgang Melzer, Ulrike Ravens-Sieberer, Matthias Richter: Schule und Gesundheit. Ergebnisse des WHO-Jugendgesundheitssurveys „Health Behaviour in School-aged Children“. Beltz-Juventa, Weinheim, 2016, ISBN 978-3-7799-1991-9.
- mit Sven Schneider: Walkability: Das Handbuch zur Bewegungsförderung in der Kommune. Verlag Hans-Huber, Bern, 2014, ISBN 978-3-456-85351-2.